# Certified Management Accountant
Chứng chỉ Kế toán Quản trị (tiếng Anh: Certified Management Accountant [1], viết tắt: CMA) được cấp bởi Hiệp hội Kế toán Quản trị Hoa Kỳ (tiếng Anh: Institute of Management Accountants [2]) là một chứng chỉ nghề nghiệp trong lĩnh vực kế toán, kiểm toán, tài chính.
Thành lập từ năm 1972, CMA Hoa Kỳ được phát triển như một công cụ đánh giá kiến thức và năng lực của mỗi cá nhân trong công tác kế toán – tài chính quản trị. Tính đến 2024, chứng chỉ CMA đã được công nhận trên 150 quốc gia với hơn 100.000 chứng chỉ đã được cấp trên toàn cầu. Trong đó, tính đến 2021, CMA đã đạt cột mốc có 46.895 thành viên đang hoạt động.

## Chương trình học CMA
Phần 1: Financial Planning, Performance and Control với 6 môn học: 
1. Môn 1A - External Financial Report Decision (15%)
2. Môn 1B - Planning, Budgeting and Forecasting (20%)
3. Môn 1C - Performance Management (20%)
4. Môn 1D - Cost Management (15%)
5. Môn 1E - Internal Controls (15%)
6. Môn 1F - Technology and Analytics (15%)

Phần 2: Financial Decision Making với 6 môn học: 
1. Môn 2A - Financial Statement Analysis (20%)
2. Môn 2B - Corporate Finance (20%)
3. Môn 2C - Business Decision Analysis (25%)
4. Môn 2D - Enterprise Risk Management (10%)
5. Môn 2E - Capital Investment Decisions (10%)
6. Môn 2F - Professional Ethics (15%)

## Điều kiện hoàn thành và sở hữu chứng chỉ CMA
1. Đăng ký trở thành thành viên của Hiệp hội Kế toán quản trị Hoa Kỳ IMA
2. Hoàn thiện các khoản phí bắt buộc
3. Vượt qua 2 bài thi
4. Thỏa mãn yêu cầu về kinh nghiệm
5. Thỏa mãn yêu cầu về bằng cấp
6. Tuân thủ tuyên bố về thực hành đạo đức và nghề nghiệp của IMA (IMA Statement of Ethical Professional Practice)

### Yêu cầu về bằng cấp
Để trở thành CMA được chứng nhận, ứng viên phải đáp ứng một trong những yêu cầu về bằng cấp sau và nộp xác minh về bằng cấp cho ICMA trong vòng 7 năm kể từ khi hoàn thành kỳ thi CMA.
- Bằng cử nhân từ một trường cao đẳng hoặc đại học được IMA công nhận.
- Các bằng cấp không được công nhận phải được đánh giá bởi một cơ quan độc lập.

### Yêu cầu về kinh nghiệm
Ứng viên xin cấp chứng chỉ CMA phải hoàn thành 2 năm kinh nghiệm chuyên môn liên tục trong lĩnh vực kế toán quản trị hoặc quản lý tài chính. Yêu cầu này có thể được hoàn thành trước hoặc trong vòng 7 năm sau khi vượt qua kỳ thi.

### Các khoản phí của chương trình CMA
Các khoản phí cập nhất đến 2024 bao gồm:
Đối với người đi làm:
- Phí đầu vào CMA: 300 USD
- Phí thi: 495 USD/Phần
- Phí thành viên IMA: 295 USD*

Đối với học sinh/ sinh viên:
- Phí đầu vào CMA: 225 USD
- Phí thi: 370 USD/Phần
- Phí thành viên IMA: 49/160 USD*

*Phí gia hạn thành viên hàng năm là 30 USD

## Kỳ thi CMA
Hiệp hội IMA tổ chức 3 Testing Window CMA mỗi năm, bao gồm Tháng 1 – Tháng 2, Tháng 5 – Tháng 6 và Tháng 9 – Tháng 10. Trong mỗi Testing Window có một số ngày học viên có thể lựa chọn để đăng ký thi. Học viên cần đăng ký, đóng phí và xác định ngày dự thi trong thời gian sớm nhất có thể để chọn được ngày thi theo yêu cầu của mình.
Khi tham dự kỳ thi CMA, học viên lưu ý mang theo các loại giấy tờ cần thiết là passport hoặc CMND kèm theo thẻ tín dụng có chữ ký, và thư xác nhận đăng ký thi (Confirmation Letter). Học viên đến trước giờ thi 30 phút để hoàn tất các thủ tục dự thi, đọc kỹ các quy định và hướng dẫn trong kỳ thi.
Hình thức thi: trắc nghiệm và tự luận, bao gồm 2 phần thi – Phần 1 và Phần 2. Thời gian cho mỗi phần thi là 4 giờ, với 100 câu hỏi trắc nghiệm và 2 câu hỏi tự luận (mỗi câu tự luận được hoàn thành trong 30 phút). Phần thi tự luận sẽ hiện ra sau khi thí sinh làm xong phần trắc nghiệm. Lưu ý, thí sinh hoàn thành và đúng đáp án ít nhất 50% phần trắc nghiệm mới có thể chuyển qua phần tự luận. Điểm tối đa là 500, thí sinh đạt 360 điểm được xem là đậu.

## Các đơn vị đào tạo CMA được công nhận
Có ba cấp độ đơn vị đào tạo được CMA chấp thuận và tất cả các nhà cung cấp phải đáp ứng (và tiếp tục đáp ứng) các tiêu chí nghiêm ngặt để được công nhận như vậy. Mỗi đơn vị đào tạo này đều được hưởng các lợi ích đặc biệt và quyền truy cập vào các nguồn lực chỉ dành cho các nhà cung cấp được IMA chấp thuận.

### Danh sách đơn vị đào tạo CMA được công nhận trên toàn thế giới
| Khu vực                | Đơn vị đào tạo                                                                                      | Cấp độ   | Vị trí                                                                        | Phương thức đào tạo                  |
| Châu Mỹ                | B Certified Pro                                                                                     | Bạc      | Mỹ                                                                            | Trực tiếp và trực tuyến              |
| Châu Mỹ                | CMA Exam Academy                                                                                    | Bạc      | Mỹ                                                                            | Trực tiếp và trực tuyến              |
| Châu Á Thái Bình Dương | Insights Financial Review Services                                                                  | Bạch kim | Philippines                                                                   | Trực tiếp                            |
| Châu Á Thái Bình Dương | Smart Train Professional Education                                                                  | Bạch kim | Việt Nam                                                                      | Trực tiếp                            |
| Châu Á Thái Bình Dương | iCARE MANAGEMENT CONSULTANCY SERVICES                                                               | Vàng     | Philippines                                                                   | Trực tuyến                           |
| Châu Á Thái Bình Dương | SAPP Academy                                                                                        | Vàng(5)  | Việt Nam                                                                      | Trực tiếp, trực tuyến và hỗn hợp (6) |
| Châu Á Thái Bình Dương | Accountant Profession Education Program, Faculty of Economics and Business, Universitas Padjadjaran | Bạc      | Indonesia                                                                     | Hỗn hợp                              |
| Châu Á Thái Bình Dương | BINUS Business School Executive Education                                                           | Bạc      | Indonesia                                                                     | Trực tuyến                           |
| Châu Á Thái Bình Dương | TAC Co LTD                                                                                          | Bạc      | Nhật Bản                                                                      | Trực tiếp và trực tuyến              |
| Châu Á Thái Bình Dương | Talent Workroom                                                                                     | Bạc      | Malaysia                                                                      | Trực tiếp và trực tuyến              |
| Châu Á Thái Bình Dương | Finsight Academy                                                                                    | Bạc      | Mông Cổ                                                                       | Trực tiếp và trực tuyến              |
| Châu Á Thái Bình Dương | AB² Institute of Accounting                                                                         | Bạc      | Philippines                                                                   | Trực tiếp                            |
| Châu Á Thái Bình Dương | ExP Learning Innovations, Inc (ExP Group Philippines)                                               | Bạc      | Philippines                                                                   | Trực tiếp và trực tuyến              |
| Châu Á Thái Bình Dương | Direct Line Consulting Co.                                                                          | Bạc      | Đài Loan                                                                      | Trực tuyến và hướng dẫn tự học       |
| Châu Á Thái Bình Dương | FTMS Global                                                                                         | Bạc      | Việt Nam                                                                      | Trực tiếp và trực tuyến              |
| Ấn Độ                  | Chanakya Business School                                                                            | Bạch kim | Calicut                                                                       | Trực tiếp và trực tuyến              |
| Ấn Độ                  | ISDC- International Skill Development Corporation                                                   | Bạch kim | Bangalore, Cochin, Chennai, Hyderbad, Mumbai, Pune, Kolkata, Delhi            | Trực tiếp và trực tuyến              |
| Ấn Độ                  | Logic School of Management                                                                          | Bạch kim | Cochin, Kottayam, Calicut, Malapuram, Palakkad, Thrissur, Trivandrum          | Trực tiếp và trực tuyến              |
| Ấn Độ                  | Miles Education                                                                                     | Bạch kim | Ahmedabad, Bangalore, Chennai, Delhi, Hyderabad, Kochi, Kolkata, Mumbai, Pune | Trực tiếp và trực tuyến              |
| Ấn Độ                  | Academy for Professional Studies and Charitable Trust                                               | Vàng     | Kannur, Malappuram                                                            | Trực tiếp và trực tuyến              |
| Ấn Độ                  | Edupristine                                                                                         | Vàng     | Mumbai, Pune, Delhi, Bangalore, Chennai, Hyderbad                             | Trực tiếp và trực tuyến              |
| Ấn Độ                  | LedgerGate CMA Academy                                                                              | Vàng     | Calicut                                                                       | Trực tiếp và trực tuyến              |
| Ấn Độ                  | MyLogic Business Management School                                                                  | Vàng     | Bangalore, Mumbai                                                             | Trực tiếp và trực tuyến              |
| Ấn Độ                  | NorthStar Academy                                                                                   | Vàng     | Bangalore                                                                     | Trực tiếp và trực tuyến              |
| Ấn Độ                  | Elance Learning                                                                                     | Bạc      | Calicut, Cochin                                                               | Trực tiếp và trực tuyến              |
| Ấn Độ                  | Financial Planning Academy                                                                          | Bạc      | Mumbai, Pune                                                                  | Trực tiếp và trực tuyến              |
| Ấn Độ                  | Finspire Academy                                                                                    | Bạc      | Chennai                                                                       | Trực tiếp và trực tuyến              |
| Ấn Độ                  | FM Academy                                                                                          | Bạc      | Cochin                                                                        | Trực tiếp và trực tuyến              |
| Ấn Độ                  | Hi-Educare Academics Private Limited                                                                | Bạc      | Bangalore                                                                     | Trực tiếp và trực tuyến              |
| Ấn Độ                  | Horizon Global Education                                                                            | Bạc      | Chennai                                                                       | Trực tiếp và trực tuyến              |
| Ấn Độ                  | IAM Business School                                                                                 | Bạc      | Calicut, Tirur, Manjari, Cochin, Kannur, Kasaragod, Mangalore                 | Trực tiếp và trực tuyến              |
| Ấn Độ                  | Imarticus Learning                                                                                  | Bạc      | Mumbai, Delhi, Bangalore, Chennai, Hyderabad                                  | Trực tiếp và trực tuyến              |
| Ấn Độ                  | INPROX Campus for Professional Studies                                                              | Bạc      | Thrissur                                                                      | Trực tiếp và trực tuyến              |
| Ấn Độ                  | Invisor Institute of Management                                                                     | Bạc      | Cochin                                                                        | Trực tiếp và trực tuyến              |
| Ấn Độ                  | IPFC Academy                                                                                        | Bạc      | Kolkata                                                                       | Trực tiếp và trực tuyến              |
| Ấn Độ                  | Saraf Academy                                                                                       | Bạc      | Kolkata                                                                       | Trực tuyến                           |
| Ấn Độ                  | Simandhar Education                                                                                 | Bạc      | Hyderabad                                                                     | Trực tiếp và trực tuyến              |
| Ấn Độ                  | Uplift Professionals Private Limited                                                                | Bạc      | Kolkata                                                                       | Trực tiếp và trực tuyến              |
| Ấn Độ                  | VG Learning Destination India Private Limited                                                       | Bạc      | Delhi                                                                         | Trực tuyến                           |
| Ấn Độ                  | Vidyarupa School of Management Studies                                                              | Bạc      | Cochin                                                                        | Trực tiếp và trực tuyến              |
| Châu Âu                | Vrije Universiteit Amsterdam                                                                        | Bạch kim | Hà Lan                                                                        | Trực tuyến                           |
| Châu Âu                | Top Finance by Morgan International                                                                 | Bạch kim | Pháp                                                                          | Tự học                               |
| Châu Âu                | delaware                                                                                            | Vàng     | Hà Lan                                                                        | Trực tuyến                           |
| Châu Âu                | CA Contoller Akademie                                                                               | Bạc      | Đức                                                                           | Trực tiếp và trực tuyến              |
| Châu Âu                | The ExP Group                                                                                       | Bạc      | Anh                                                                           | Trực tuyến                           |
| Châu Âu                | Global Training                                                                                     | Bạc      | Hy Lạp                                                                        | Trực tiếp và trực tuyến              |
| Châu Âu                | Staan Academy                                                                                       | Bạc      | Hà Lan                                                                        | Trực tuyến                           |
| Châu Âu                | TURMOB, Union of Chambers of Certified Public Accountant of Turkiye                                 | Bạc      | Thổ Nhĩ Kỳ                                                                    | Trực tiếp                            |
| Trung Đông và Châu Phi | Bahrain Institute of Banking & Finance (BIBF)                                                       | Bạch kim | Bahrain                                                                       | Trực tiếp và trực tuyến              |
| Trung Đông và Châu Phi | EY                                                                                                  | Bạch kim | Iraq                                                                          | Trực tiếp                            |
| Trung Đông và Châu Phi | Guide Training Center                                                                               | Bạch kim | Ai Cập                                                                        | Trực tiếp và trực tuyến              |
| Trung Đông và Châu Phi | Kaplan Professional ME - Dubai, Abu Dhabi                                                           | Bạch kim | UAE                                                                           | Trực tiếp và trực tuyến              |
| Trung Đông và Châu Phi | Kaplan Professional ME                                                                              | Bạch kim | KSA                                                                           | Trực tiếp và trực tuyến              |
| Trung Đông và Châu Phi | Morgan International - Jordan                                                                       | Bạch kim | Jordan                                                                        | Trực tiếp và trực tuyến              |
| Trung Đông và Châu Phi | Morgan International - Lebanon                                                                      | Bạch kim | Lebanon                                                                       | Trực tuyến                           |
| Trung Đông và Châu Phi | Morgan International - Dubai, Abu Dhabi, UAE University, Al Ain                                     | Bạch kim | UAE                                                                           | Trực tuyến                           |
| Trung Đông và Châu Phi | PWC's Academy                                                                                       | Bạch kim | Qatar                                                                         | Trực tuyến                           |
| Trung Đông và Châu Phi | PwC's Academy                                                                                       | Bạch kim | UAE                                                                           | Trực tiếp và trực tuyến              |
| Trung Đông và Châu Phi | Qatar Finance and Business Academy (QFBA)                                                           | Bạch kim | Qatar                                                                         | Trực tiếp và trực tuyến              |
| Trung Đông và Châu Phi | Technical Accountancy/Morgan International - Riyadh, Jeddah, Dammam                                 | Bạch kim | KSA                                                                           | Trực tiếp và trực tuyến              |
| Trung Đông và Châu Phi | KPMG Academy – Jordan                                                                               | Vàng     | Jordan                                                                        | Trực tiếp và trực tuyến              |
| Trung Đông và Châu Phi | Aloula Financial and Accounting Studies                                                             | Bạc      | Ai Cập, Sudan                                                                 | Trực tiếp và trực tuyến              |
| Trung Đông và Châu Phi | American Chamber of Commerce in Egypt, Career Development Center (AmCham CDC)                       | Bạc      | Ai Cập                                                                        | Trực tiếp và trực tuyến              |
| Trung Đông và Châu Phi | Delphi Star Training Center                                                                         | Bạc      | UAE                                                                           | Trực tiếp và trực tuyến              |
| Trung Đông và Châu Phi | E-merge                                                                                             | Bạc      | UAE                                                                           | Trực tiếp và trực tuyến              |
| Trung Đông và Châu Phi | GUST and PACE                                                                                       | Bạc      | Kuwait                                                                        | Trực tiếp và trực tuyến              |
| Trung Đông và Châu Phi | Infinit Training & Consultancy                                                                      | Bạc      | Kuwait                                                                        | Trực tiếp và trực tuyến              |
| Trung Đông và Châu Phi | Nearshore Middle East                                                                               | Bạc      | Ai Cập                                                                        | Trực tiếp và trực tuyến              |
| Trung Đông và Châu Phi | Oil and Gas Skills                                                                                  | Bạc      | Cairo                                                                         | Trực tiếp và trực tuyến              |
| Trung Đông và Châu Phi | Saudi Industrial Development Fund - SIDF Academy                                                    | Bạc      | Saudi Arabia                                                                  | Trực tuyến                           |
| Trung Đông và Châu Phi | Synergic Training                                                                                   | Bạc      | Abu Dhabi                                                                     | Trực tiếp và trực tuyến              |
| Trung Đông và Châu Phi | Zabeel International Institute of Management & Technology                                           | Bạc      | UAE                                                                           | Trực tiếp và trực tuyến              |